# From Russia with Love (Tori Amos)
From Russia with Love è un album dal vivo della cantautrice statunitense Tori Amos, pubblicato nel 2010.

## Tracce
Tutte le tracce sono state scritte e composte da Tori Amos, tranne dove indicato.
Disco 1
1. Little Earthquakes – 7:18
2. Icicle – 4:49
3. Beauty of Speed – 5:02
4. Lust – 4:07
5. Dragon – 5:19
6. Josephine – 2:48
7. Precious Things – 6:03
8. Bells For Her – 6:25
9. Star of Wonder (John Henry Hopkins Jr.) – 3:47
10. Silent All These Years – 5:17

Disco 2
1. Take to the Sky / Muhammad My Friend – 5:11
2. Mother Revolution – 5:36
3. Space Dog – 5:14
4. Indian Summer – 5:39
5. China – 5:44
6. Yes, Anastasia – 5:42
7. Winter – 7:39
8. Bouncing Off Clouds – 5:18
9. Leather – 4:04